# Erinna z Telos
Erinna z Telos (stgr. Ἤριννα, IV wiek p.n.e.) – zmarła w wieku dziewiętnastu lat liryczna poetka grecka.
Tworzyła głównie epigramaty. Dzięki Meleagrowi z Gadary, który kilka z nich zamieścił w swojej stworzonej około 60 roku p.n.e. antologii epigramatów, zachowało się z nich do dzisiaj cztery. Dwa na śmierć przyjaciółki Baukis, na śmierć konika polnego i pochwała portretu Agatarchis. Podobnie jak Safona sławiła wyższość uczuć między kobietami.
Erinna była także autorką liczącego 300 heksametrów epyllionu pod tytułem Wrzeciono. Znamy z niego jedynie trzy wiersze.
Antypater z Sydonu stwierdził, że Nie była wielomówna w swym śpiewie, zaś według Asklepiadesa jest Słodki trud Erinny, od wielu innych dzieł potężniejszy.
Na język polski twórczość Erinny tłumaczyli Kazimiera Jeżewska i Zygmunt Kubiak.